# Carlos Sepúlveda
Carlos Felipe Sepúlveda Huerta (Catapilco, Chile; 31 de mayo de 1995) es un futbolista chileno que juega como mediocampista en San Antonio Unido de La Segunda División Profesional de Chile.

## Trayectoria

### Colo-Colo (2012-2014)
Debuta profesionalmente por el primer equipo reemplazando a Claudio Baeza en el minuto 75', el 17 de noviembre de 2012 por Copa Chile contra O'Higgins en la derrota por 5-1 del cacique, que dejó al equipo fuera de competencia.

## Clubes
| Club                     | País  | Año       |
| ------------------------ | ----- | --------- |
| Colo-Colo                | Chile | 2012-2014 |
| Unión La Calera (cedido) | Chile | 2014-2016 |
| CD Trasandino            | Chile | 2016-2017 |
| General Velásquez        | Chile | 2017      |
| Deportes La Serena       | Chile | 2018      |
| Malleco Unido            | Chile | 2018      |
| General Velásquez        | Chile | 2019      |
| Fernández Vial           | Chile | 2020-2021 |
| Cobreloa                 | Chile | 2022      |
| Deportes Santa Cruz      | Chile | 2023-Act. |

## Títulos

### Nacionales
| Título                                | Club              | País  | Año  |
| ------------------------------------- | ----------------- | ----- | ---- |
| Tercera División A de Chile           | General Velásquez | Chile | 2017 |
| Segunda División Profesional de Chile | Fernández Vial    | Chile | 2020 |

### Campeonatos internacionales amistosos
| Título             | Equipo           | País   | Año  |
| ------------------ | ---------------- | ------ | ---- |
| Torneo de Gradisca | Colo-Colo Sub-17 | Italia | 2012 |